# Aleksandr Żukow (przedsiębiorca)
Aleksandr Borisowicz Żukow (ros. Александр Борисович Жуков, ur. 13 czerwca 1954 w Moskwie) – rosyjski przedsiębiorca, magnat naftowy oraz były agent KGB.

## Życiorys
Urodził się w rodzinie Inessy Rabkinej, redaktorki moskiewskiego studia filmowego, i Borisa Rabkina, rosyjskiego dramaturga narodowości żydowskiej. W 1981 roku ukończył studia na Wydziale języków wschodnich Moskiewskiego Uniwersytetu Państwowego. Po ukończeniu studiów pracował w „Sowinterfiestie” przy Goskino ZSRR, a pod koniec lat 80. zorganizował kooperatyw „Bajt” w celu sprzedaży komputerów. Na początku lat 90. XX w. założył spółkę akcyjną „Sintez Oil” i zajął się handlem nafty. W 2001 roku Żukow został aresztowany we Włoszech i spędził w więzieniu pól roku za przemyt broni z Ukrainy do Jugosławii. Potem został zwolniony, chociaż w raporcie złożonym w 2005 roku przez parlament Włoch, był wymieniony jako wybitny członek mafii sołncewskiej.
Od roku 1993 mieszka w Londynie, a w 2001 roku przyjął obywatelstwo brytyjskie. Córka Darja Żukowa jest dyrektorką Ośrodka Kultury Współczesnej „Garaż” w Moskwie.